# Ryan Evans (basket-ball)
Ryan Evans, né le 19 juin 1990, à Chicago, en Illinois, est un joueur américain de basket-ball. Il évolue au poste d'ailier.

## Palmarès
- Championnat du Danemark :
  - Vainqueur : 2018, 2019, 2020.
- Coupe du Danemark :
  - Vainqueur : 2018, 2020.